# 스킨 케어

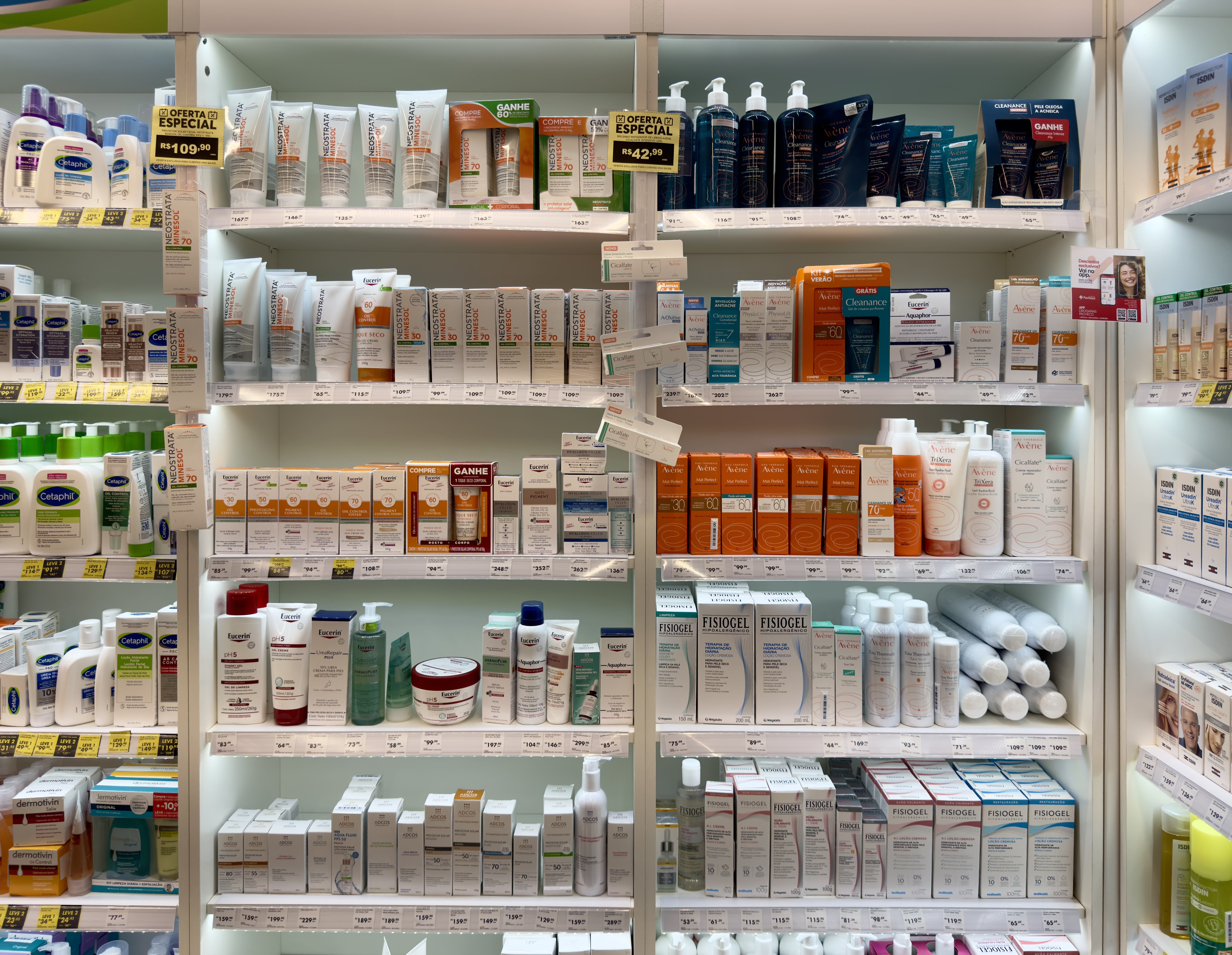
약국에서 파는 스킨 케어 제품들

스킨 케어(skin care)는 피부 무결성을 지원하고 외관을 개선하며 피부 상태를 완화시키는 다양한 관행이다. 피부 손질, 피부 관리 라고 부르기도 한다. 여기에는 영양 섭취, 과도한 햇빛 노출 피하기, 피부 연화제의 적절한 사용 등이 포함될 수 있다. 외모를 향상시키는 방법으로는 화장품 사용, 보툴리놈, 각질 제거, 필러 (보충재), 레이저 박피술, 미세 박피술, 필링, 레티놀 요법, 초음파 피부 치료 등이 있다. 피부 관리는 너무 건조하거나 너무 촉촉한 피부, 피부염 예방 및 피부 부상 예방과 같은 다양한 환경에서 일상적인 일상 절차이다.
피부 관리는 상처 치유, 방사선 치료 및 일부 약물 치료의 일부이다.